# Park Bo-ram
Park Bo-ram (hangul: 박보람; Chuncheon, 1 de marzo de 1994 - 11 de abril de 2024) fue una cantante surcoreana. Fue parte del concurso de Mnet SuperStar K2 donde finalizó en octavo lugar.

## Carrera

### Predebut
En 2010 finalizó dentro del Top 8 en SuperStar K2. Hablando sobre su experiencia en la competición de canto, afirmó: "También gané experiencia sobre como presentarme sobre el escenario de Superstar K2. Me di cuenta que necesitaba sentirme cómoda para no cometer errores.
Estuvo bajo la firma y entrenamiento de Jellyfish Entertainment antes de cambiarse a CJ E&M, subsidiaria de MMO Entertainment para su debut.
En 2011 grabó la canción "Always" como parte del ost del drama de la SBS, 49 Days.
A finales del 2011 Jellyfish Entertainment liberó un sencillo navideño con los artistas de la compañía, incluyéndola.
En marzo de 2014 participó en el vídeo musical de Hong Dae Kwang "Thank You My Love".
Antes de debutar llamó la atención por haber perdido 32 kg desde sus días en Superstar K2.

### 2014–Presente: Debut conBeautiful,CeleprettyyOrange Moon
Debutó con el sencillo digital Beautiful junto al rapero Zico el 7 de agosto de 2014. Su debut oficial fue en los escenarios del show Inkigayo (SBS) el 10 de agosto de 2014. "Beautiful" alcanzó el segundo lugar en la lista Gaon.
El 12 de noviembre de 2014 participó como el interés amoroso de Natthew en el vídeo musical de "Love Will Be Ok".
El 22 de enero de 2015 liberó "Falling" como parte del ost del drama Hyde, Jekyll, Me. El 23 de abril su primer miniálbum Celepretty fue liberado junto al sencillo del mismo nombre, el cual se ubicó en el séptimo lugar de Gaon.
El 15 de mayo estrenó el sencillo "Super Body", tema que fue utilizado como publicidad de la bebida dietética "Fat Down", de la que Park fue modelo.
El 19 de junio participó en el vídeo musical de Mamamoo "Um Oh Ah Yeh".
Ese mes también estrenó su colaboración "Pretty Bae" con el cantante Lee Hyun.
El 21 de septiembre junto a Park Kyung liberó el sencillo "Ordinary Love", que alcanzó el tercer lugar en Gaon Digital Chart.
Junto a Eric Nam copresentó The Walk, un evento virtual celebrado en Yongsan CGV en Seúl el 12 de octubre. También participó del KCON 2015 JEJU.
El 7 de octubre regresó con la balada "Sorry", que se ubicó en la posición treinta de las listas musicales.
El 28 de noviembre liberó "혜화동 (혹은 쌍문동) (Hyehwadong (Or Ssangmundong))" como parte del ost del drama Reply 1988.
Estrenó un sencillo llamado "Dynamic Love" el 21 de abril de 2016.
También participó en el concurso de canto King of Mask Singer con "I Am Completely Shrill-Voiced".
Regresó el 13 de julio de 2017 con el sencillo "넌 왜? (Why, You?)" junto al artista Samuel Seo de su segundo miniálbum Orange Moon.
Liberó en diciembre "꿈만 같아 (Like A Dream)" como parte del ost del drama Prison Playbook. Posteriormente seguida de la balada "Will Be Fine" el 13 de febrero de 2018.

## Personal
Park nació el 1 de marzo de 1994 en Chuncheon, Corea. Tiene hermanos mayores y menores. En 2010 su padre murió y el 3 de octubre de 2017 su madre falleció debido a una enfermedad.
El 5 de diciembre de 2017 confirmó estar en una relación con el cantante y actor Seo In-guk. sin embargo en mayo del 2018 se anunció que la relación había terminado después de dos años.

## Muerte
Por la tarde del 11 de abril de 2024, en el departamento de policial de Namyangju, Gyeonggi, se presentó un informe en donde se reveló que Park se reunió con unos amigos luego de acordar quedar en casa de uno de estos. En el informe se revela que Park habría ido al baño diciendo que no se encontraba bien, esto poco antes de las 22:00 horas. Los amigos de Park la encontraron "encorvada sobre el lavabo, con pérdida del estado de alerta". Realizaron RCP avanzada mientras esperaban la llegada del servicio de emergencia. Fue llevada al Hanyang University Guri Hospital donde fue declarada muerta a las 23:17 horas.
El 12 de abril de 2024 su agencia, XANADU Entertainment, confirmó el fallecimiento de Park a la edad de 30 años. Actualmente se desconoce la causa de su muerte, sin embargo, su agencia dio un comunicado el 15 de abril que "la autopsia no mostró signos de homicidio o suicidio", revelando también que los resultados finales solo se le entregarán a la familia de la fallecida.
Su velorio se realizó el 15 de abril en la funeraria Asan Medical Center, en la sala 21 a las 15:00 horas y su funeral se llevó a cabo el 17 de abril a las 18:00 horas en el Parque Conmemorativo de Seúl donde fue enterrada.

## Discografía

### Álbum
| Título      | Detalles del álbum                                                                                   | Posiciones en las listas | Ventas     | Listado de pistas |
| Título      | Detalles del álbum                                                                                   | KOR                      | Ventas     | Listado de pistas |
| ----------- | --- | ------------------------ | ---------- | --- |
| Celepretty  | - liberado: 23 de abril de 2015 - agencia: MMO Entertainment, CJ E&M - formato: CD, descarga digital | 14                       | - KOR: 880 | Ver listaTrack listing 1. "Beating Heart" 2. "Celepretty" 3. "Before After " 4. "Lonely Night" 5. "Beautiful" ft. Zico |
| Orange Moon | - liberado: 14 de julio de 2017 - agencia: MMO Entertainment, CJ E&M - formato: CD, descarga digital | 44                       | -          | Ver listaTrack listing 1. "Why,You?" ft. Samuel seo 2. "Moonwalk" 3. "Irony" 4. "Imaginary date" 5. "You know"         |

### Sencillos
| Título                                         | Año  | Posición en las listas | Ventas (descarga digital) | Álbum       |
| Título                                         | Año  | KOR                    | Ventas (descarga digital) | Álbum       |
| ---------------------------------------------- | ---- | ---------------------- | ------------------------- | ----------- |
| "예뻐졌다 (Beautiful)" (feat. Zico de Block B) | 2014 | 2                      | - KOR: 1,047,559+         | Celepretty  |
| "연예할래 (Celepretty)"                        | 2015 | 7                      | - KOR: 747,730+           | Celepretty  |
| "미안해요 (Sorry)"                             | 2015 | 30                     | - KOR: 89,185+            |             |
| "Dynamic Love"                                 | 2016 | 53                     | - KOR: 81,624             |             |
| "넌 왜? (Why, You?)"(feat. Samuel Seo)         | 2017 | 91                     | - KOR: 26,932+            | Orange Moon |
| "애쓰지 마요 (Will Be Fine)"                   | 2018 | 75                     |                           |             |

### Sencillos promocionales
| Título       | Año  | Posición en las listas | Ventas (descarga digital) | Álbum |
| Título       | Año  | KOR Gaon               | Ventas (descarga digital) | Álbum |
| ------------ | ---- | ---------------------- | ------------------------- | ----- |
| "Super Body" | 2015 | —                      | —                         |       |

### Colaboraciones
| Año  | Canción                       | Otros artistas | Álbum                       |
| ---- | ----------------------------- | -------------- | --------------------------- |
| 2010 | "이별이야기 (Farewell Story)" | Varios         | Superstar K2 Top 11 Parte 1 |
| 2010 | "The Dreamers"                | Varios         | Superstar K2 Up to 11       |
| 2010 | "세월이 가면 (Time Goes)"     | Varios         | Superstar K2 Up to 11       |
| 2015 | "예쁜 사람 (Pretty Bae)"      | Lee Hyun       | Pretty Bae                  |
| 2015 | "보통연애 (Ordinary Love)"    | Park Kyung     | sencillo digital            |

### Banda sonora
| Año  | Canción                                                              | Álbum                        |
| ---- | -------------------------------------------------------------------- | ---------------------------- |
| 2010 | "두근두근 (Palpitations)" (junto a Kim So-jung & Lee Bo-ram)         | Playful Kiss OST             |
| 2010 | "I'll Stay" (junto a Kim Ji-soo)                                     | Yacha OST                    |
| 2011 | "Always"                                                             | 49 Days OST                  |
| 2015 | "Falling"                                                            | Hyde, Jekyll, Me OST Parte 1 |
| 2015 | "일초가 한시간 (A Second like An Hour)" (junto a Eric Nam)           | Flirty Boy and Girl OST      |
| 2015 | "혜화동 (혹은 쌍문동) (Hyehwadong (Or Ssangmundong))"                | Reply 1988 OST Part 4        |
| 2016 | "거짓말이라도 해줘요 (Please Say Something, Even Though It's A Lie)" | W OST Parte 2                |
| 2017 | "Isn't She Lovely"                                                   | Introverted Boss OST Parte 4 |
| 2017 | "운명처럼 (Destiny)" (junto a Basick)                                | Man to Man OST Parte 2       |
| 2017 | "꿈만 같아 (Like a Dream)"                                           | Prison Playbook OST Parte 3  |

## Filmografía

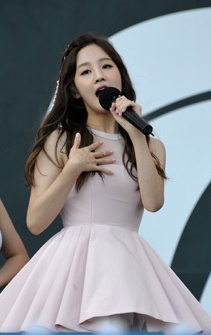
Park Boram presentándose en 2014

### Series
| Año  | Red  | Título                   | Notas                                                 |
| ---- | ---- | ------------------------ | ----------------------------------------------------- |
| 2015 | Mnet | Perseverance, Goo Hae Ra | cameo junto a anteriores participantes de Superstar K |

### Programas de variedades / Reality
| Año  | Red       | Título                     | Rol                        | Notas       |
| ---- | --------- | -------------------------- | -------------------------- | ----------- |
| 2010 | Mnet      | Superstar K2               | concursante                | Top 8       |
| 2015 | KBS World | Hello Counselor            | invitada                   | Ep. 222     |
| 2016 | MBC       | King of Mask Singer        | concursante                | Ep. 59–60   |
| 2016 | KBS World | Hello Counselor            | invitada                   | Ep. 271     |
| 2016 | JTBC      | Two Yoo Project Sugar Man  | invitada                   | Ep. 26      |
| 2017 | KBS World | KBS World Idol Show K-RUSH | invitada                   | Ep. 20      |
| 2020 | MBC       | King of Mask Singer        | concursó como "Gold Spoon" | Ep. 271-272 |

## Premios y nominaciones
| Año  | Premio                      | Categoría                    | Nominación  | Resultado |
| ---- | --------------------------- | ---------------------------- | ----------- | --------- |
| 2014 | 4th Gaon Chart K-POP Awards | artista del año (agosto)     | "Beautiful" | Ganadora  |
| 2014 | 4th Gaon Chart K-POP Awards | artista del año (septiembre) | "Beautiful" | Nominada  |
| 2014 | Mnet Asian Music Awards     | mejor artista nueva          | Park Boram  | Nominada  |
| 2014 | Melon Music Awards          | mejor artista nueva          | Park Boram  | Nominada  |
| 2015 | Golden Disk Awards          | Daesang digital              | "Beautiful" | Nominada  |
| 2015 | Golden Disk Awards          | mejor artista nueva          | Park Boram  | Nominada  |